# Lars Jørgen Madsen
Lars Jørgen Madsen (n. 19 iulie 1871, Vordingborg, Præstø County⁠(d), Danemarca – d. 1 aprilie 1925, Randers, Regiunea Midtjylland, Danemarca) a fost un trăgător de tir ce a reprezentat Danemarca, medaliat olimpic. A participat la 4 ediții ale Jocurilor Olimpice (1900, 1912, 1920, 1924) în care a câștigat două medalii de aur, două medalii de argint și o medalie de bronz.